# Antonio Gallardo Palacios
Antonio Gallardo Palacio (19 de abril de 1989) es un futbolista mexicano surgido de la cantera del Club Deportivo Guadalajara, el jugador se desempeña en la posición de Mediocampista y actualmente se encuentra sin club.

## Trayectoria
Guadalajara
El 12 de agosto de 2011 en la jornada 5 ante Monarcas Morelia del Torneo Apertura 2011 anotó su primer gol como profesional.
Querétaro
En el Draft 2013 Chivas no requirió más de sus servicios y el Querétaro Fútbol Club lo adquirió en forma de préstamo.
Club Deportivo Guadalajara Segunda Etapa
En junio de 2013, regresa al Club Deportivo Guadalajara, ya que el Querétaro ya no requirió más de sus servicios.
Necaxa
Para el Draft 2015 del Ascenso MX, nuevamente Chivas no requirió más de sus servicios, y pasa al Club Necaxa a Préstamo por 1 año.

### Clubes
| Club                       | País          | Año           | Partidos | Goles | Media |
| -------------------------- | ------------- | ------------- | -------- | ----- | ----- |
| Club Deportivo Guadalajara | México        | 2011 - 2012   | 29       | 4     | 0.14  |
| Querétaro Fútbol Club      | México        | 2013          | 12       | 0     | 0     |
| Club Deportivo Guadalajara | México        | 2013 - 2015   | 38       | 2     | 0.05  |
| Club Necaxa                | México        | 2015 - 2016   | 15       | 0     | 0     |
| Total carrera              | Total carrera | Total carrera | 94       | 6     | 0.06  |

## Selección nacional
Tuvo participación con la Selección Mexicana sub-22 en la Copa América 2011. 
Su primer gol con la Selección Nacional Sub-22 fue en un amistoso contra Chile quedando en empate 2-2 pero teniendo una gran actuación.

### Participaciones en Copas América
| Copa              | Sede      | Resultado    |
| ----------------- | --------- | ------------ |
| Copa América 2011 | Argentina | Primera fase |

## Títulos

### Campeonatos nacionales
| Título             | Club   | País   | Año  |
| ------------------ | ------ | ------ | ---- |
| Liga de Ascenso    | Necaxa | México | 2016 |
| Campeón de Ascenso | Necaxa | México | 2016 |